# Evangelische Kirche (Viermünden)

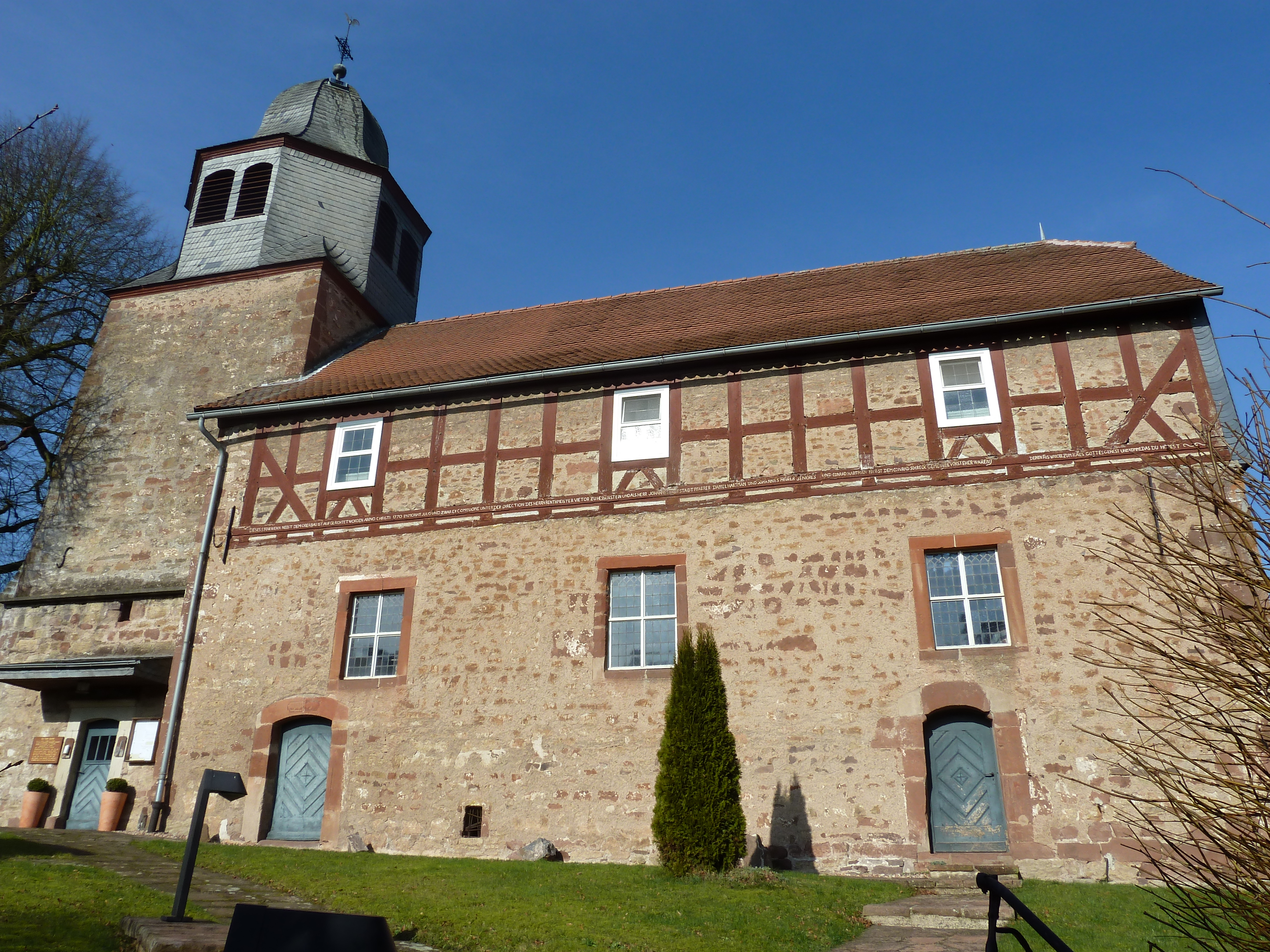
Evangelische Kirche (Viermünden)

Die Evangelische Kirche Viermünden, ehemals St. Peter, ist ein denkmalgeschütztes Kirchengebäude, das in Viermünden steht, einem Stadtteil von Frankenberg (Eder) im Landkreis Waldeck-Frankenberg (Hessen). Die Kirchengemeinde gehört zum Kirchenkreis Eder im Sprengel Marburg der Evangelischen Kirche von Kurhessen-Waldeck.

## Beschreibung
Von der ursprünglichen Basilika aus dem 9. oder 10. Jahrhundert sind der fensterlose Kirchturm im Westen und das Mittelschiff und das südliche Seitenschiff vorhanden, unter letzterem wurde 1671 die Gruft der Familie von Dersch angelegt. Mit der Renovierung im Jahre 1770 wurde das nördliche Seitenschiff abgebrochen, wie an den sind vier zugemauerte Arkaden erkennbar ist, und das südliche Seitenschiff mit einem Geschoss aus Holzfachwerk aufgestockt. Der Innenraum erhielt auf der romanischen Mauerkrone eine umlaufende Empore. 1780 wurde dem Turm ein achteckiges, schiefergedecktes, mit einer glockenförmigen Haube bedecktes Geschoss aufgesetzt, das den Glockenstuhl beherbergt, in dem drei Kirchenglocken hängen, die älteste stammt aus dem Jahr 1556. 
Erhardt Klonk schuf 1934 expressionistische Glasmalereien. Die heutige Orgel wurde 1899 von Friedrich Goll gebaut.